# 阿历克斯小子奇幻世界大冒险
《悟空鬥群魔》是一款在世嘉Master System出品的平台游戏。游戏最先于1986年12月1日在日本发行，之后于1987年在欧洲和北美地区发行。本遊戲也是艾力克斯小子系列第一作。
在遊戲中，玩家將扮演主人公艾力克斯‧基德，打倒邪惡的詹肯大帝，拯救拉達西恩的人民。在17关游戏中，阿历克斯面对着许多怪物，以及一个大怪物。艾力克斯‧基德的主要技能是跳跃压倒敌人，其次也可以用他的拳头攻击敌人。艾力克斯‧基德收集的金钱可以购买摩托车和小踏板动力直升机。
遊戲重製版在各大主機平台於2021年6月25日同步發售，其日本及亞洲版由Game Source Entertainment代理。

## 遊戲玩法
《悟空鬥群魔》是一款2D平臺遊戲。玩家必須克服障礙和難題，完成不同的橫向關卡。在共17個關卡中，艾力克斯需面對許多怪物和詹肯大帝的三個隨從，最後才能與詹肯本人見面。艾力克斯的拳擊能力用來打碎岩石和摧毀敵人，以便解開新的路徑和收集各種物品，如金錢並用來購買其他道具包括摩托車和直升機等車輛。 在許多關卡的最後，艾力克斯都會與詹肯的一個手下玩石頭剪刀布。只要被擊中一次就會死亡，或者輸掉石頭剪刀布，遊戲便會結束。遊戲沒有保存系統。但玩家可以通過按住方向盤並在遊戲結束螢幕上按8次「2號按鈕」，花費400 Baums（遊戲中的貨幣），便能得到三條新的生命並重新開始遊戲。